# Stoholm Kirke
Stoholm Kirke er en kirke i Viborg Stift. Kirken er opført i en modernistisk stil 1971 efter tegninger af kgl. bygningsinspektør Leopold Teschl, som er fra Frederikshavn. Her er der en søsterkirke, som er udført af andre materialer.
Bygningen i Stoholm er udtryk for moderne arkitektur med sine store sammenhængende mur og vinduesflader. Samtidig indeholder den elementer fra ældre kirkers opdeling i kor, skib og tårn.

## Eksterne kilder og henvisninger
- Stoholm Kirke Arkiveret 3. juli 2007 hos  Wayback Machine
- Stoholm Kirke hos KortTilKirken.dk